# Gedo-Victoria
Gedo-Victoria is een historisch Nederlands merk van bromfietsen.
De bedrijfsnaam was: Gebroeders Geertsma, Dokkum.
De firma Gedo was aanvankelijk rijwielgroothandel onder de naam Gédo, maar vanaf 1949 maakte men ook fietsen met een Victoria-zijboordmotor. Vanaf 1953 werden er bromfietsen gemaakt, eveneens met Victoria-blokjes. 
Tot dan maakte men zelf de frames, maar om ontwikkelingskosten te sparen kocht men vanaf 1956 frames in Italië. Germaan had echter dezelfde frames gekocht en hing daar Sachs-blokken in. Daardoor werd de concurrentie wel erg sterk en in 1957 of 1958 staakten de gebroeders Geertsma de productie van bromfietsen.
1. ↑  Gédo Rijwielen advertentie. Friesch Dagblad (19-02-1931). Geraadpleegd op 18-12-2019.